# JL-3

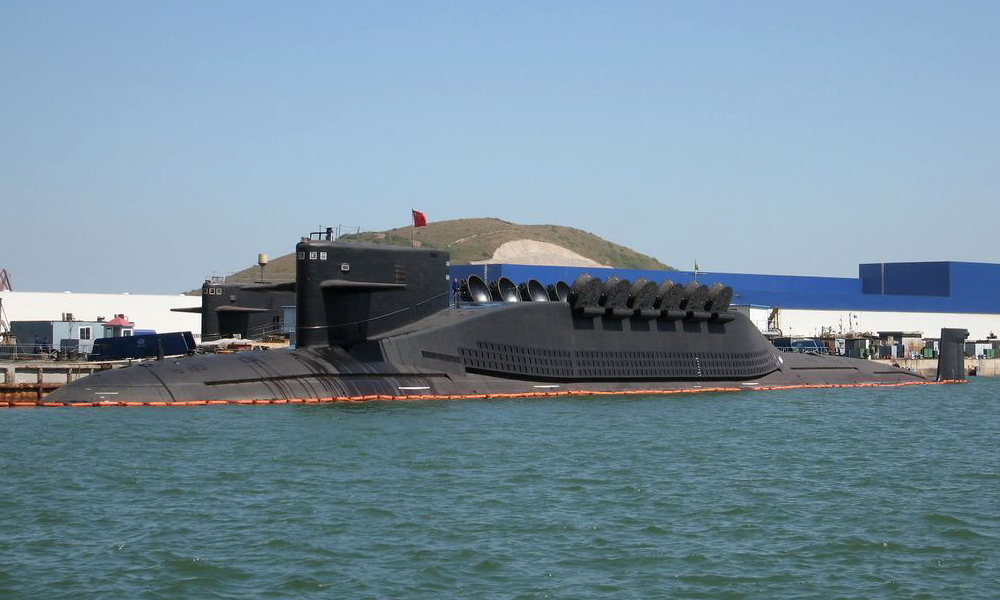
De Type 094-kernonderzeeër kan 12 JL-3 lanceren.

De JL-3 (Chinees: 巨浪-3, Hanyu pinyin: Jù Làng Sān, "Grote Golf-3", NAVO-codenaam:  CSS-NX-20) is een Chinese intercontinentale raket, een ballistische raket met drie MIRV-kernwapens te lanceren vanaf een kernonderzeeër van Type 094 of Type 096 van de Marine van het Volksbevrijdingsleger.

## Geschiedenis
De eerste testvlucht gebeurde op 24 november 2018 in de Bohai.
De eerste drie tests gebeurden vanaf een Type 032-onderzeeboot van de Qing-klasse met dieselelektrische aandrijving.
In december 2019 gebeurde de eerste test vanaf een Type 094-kernonderzeeër.
In 2020 raakte bekend dat de ontwikkeling van de JL-3 en de Type 096-kernonderzeeër van elkaar losgekoppeld waren en dat het vijf jaar zou duren om de JL-3 in de Type 096 te integreren. Een Type 096 zou 24 JL-3 meevoeren.
In november 2022 berichtte de United States Navy dat de kernonderzeeërs van het Type 094 nu JL-3 meevoeren in plaats van de eerdere JL-2.

## Eigenschappen
De JL-3 is een vastebrandstofraket met 9000 km bereik, genoeg om de Verenigde Staten te bereiken vanaf de Chinese kustwateren..
De JL-3 combineert astronavigatie, traagheidsnavigatie en Beidou-satellietnavigatie.
Volgens het Center for Strategic and International Studies draagt een JL-3 drie MIRV-kernwapens.